# Ocyllus binotatus
Espèce
Ocyllus binotatus est une espèce d'araignées aranéomorphes de la famille des Thomisidae.

## Distribution
Cette espèce est endémique de Birmanie.

## Description
La femelle subadulte holotype mesure 4 mm.

## Publication originale
- Thorell, 1887 : Viaggio di L. Fea in Birmania e regioni vicine. II. Primo saggio sui ragni birmani. Annali del Museo civico di storia naturale di Genova, vol. 25, p. 5-417 (texte intégral).